# Jorge Oteiza

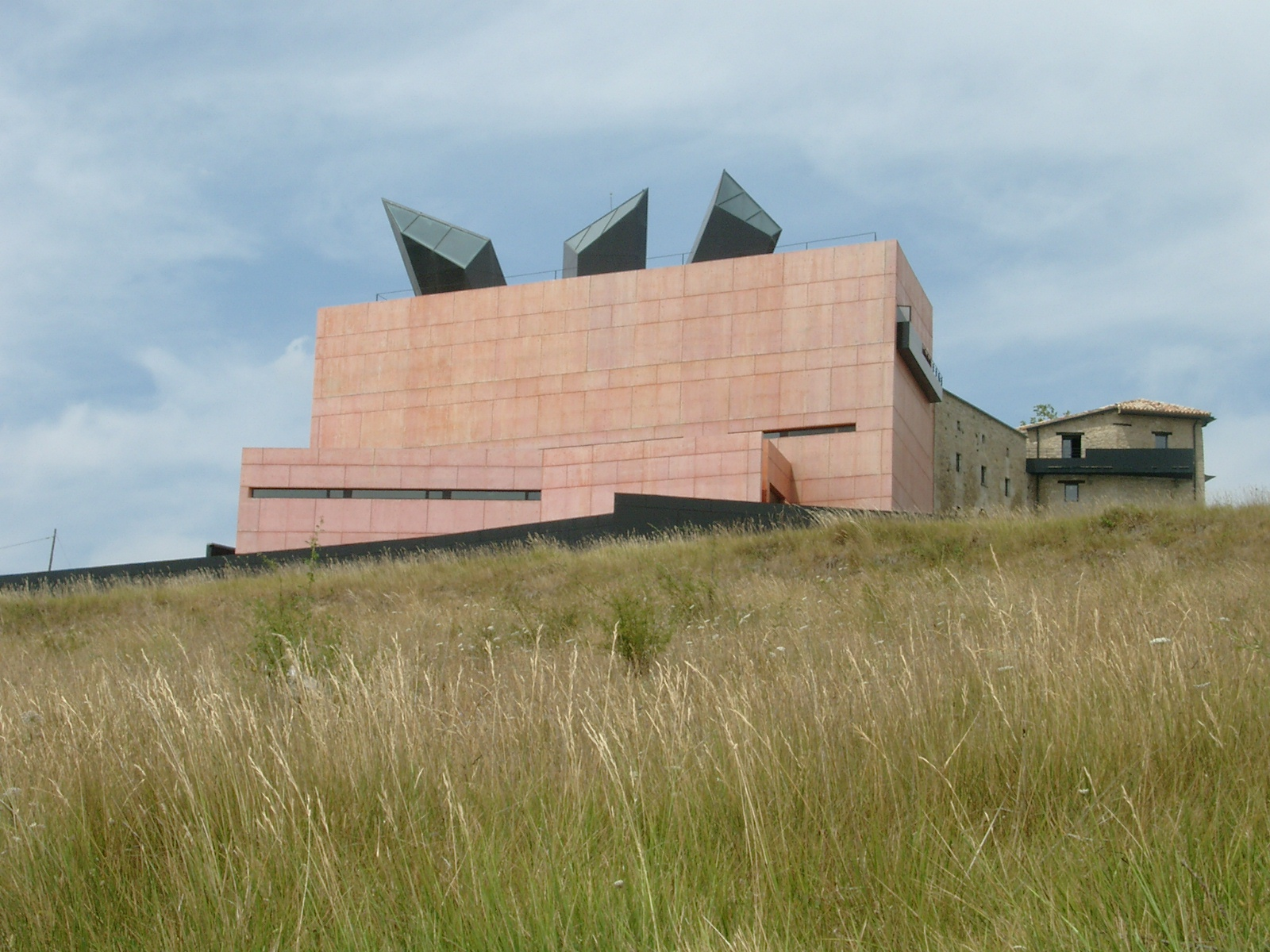
Museo Jorge Oteiza met het oorspronkelijke woonhuis in Alzuza

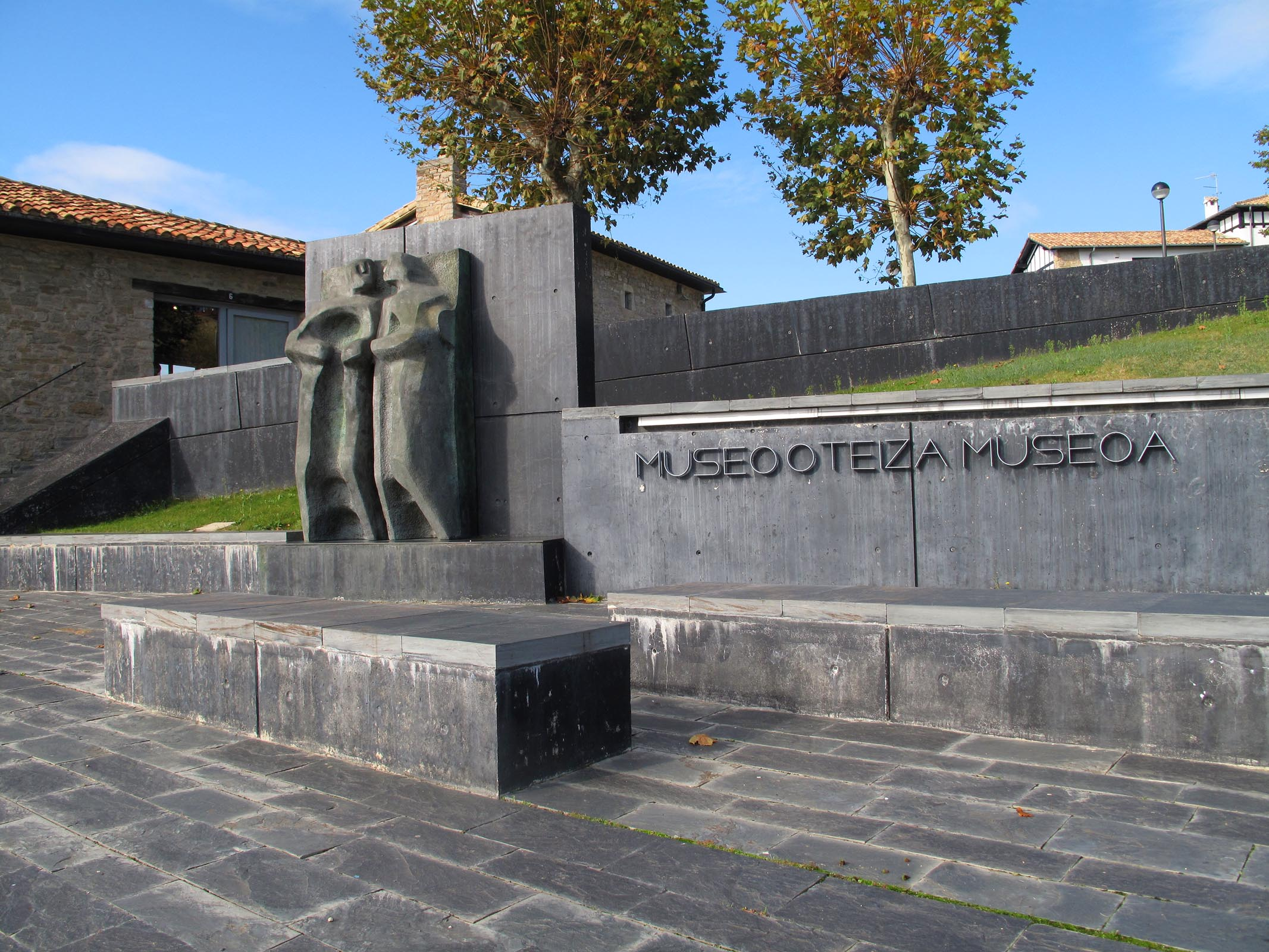
Apóstoles, naast de entree van Museo Oteiza

Jorge Oteiza Enbil of Jorge de Oteiza (Orio, Gipuzkoa, 21 oktober 1908 – Donostia, Gipuzkoa, 9 april 2003) was een Spaanse schilder, beeldhouwer en schrijver.

## Leven en werk
Oteiza werd in 1908 in de provincie Gipuzkoa in de autonome regio Baskenland geboren. Hij geldt als een belangrijke pionier van het abstracte beeldhouwen in Spanje. De basisvormen voor zijn abstractie zijn het vierkant en de bol.
In 1934 had Oteiza zijn eerste expositie, met enkele andere prijswinnaars uit 1931 en 1933, in de kurzaal van San Sebastian. In 1935 vertrok hij naar Zuid-Amerika om zich verder te ontwikkelen. In 1938 doceerde hij in Buenos Aires in Argentinië en Popayán in Colombia. In de jaren tussen 1944 en 1948 was hij vooral als publicist werkzaam en schreef hij diverse essays. In 1948 keerde hij met Itziar Carreño, met wie hij in Argentinië was gehuwd, terug naar Spanje en vestigde hij zich in Bilbao. Tussen 1948 en 1955 nam hij deel aan groepstentoonstellingen van de Groep Dau al Set in Spanje en in 1957 won hij de Grand Prix voor beeldhouwen van de Biënnale van São Paulo. Oteizo vertegenwoordigde in 1975 Spanje bij de Biënnale van Venetië.
In 1988 won hij in de sectie kunst de Prins-van-Asturië-Prijs, werd een retrospectieve tentoonstelling van het werk van Oteiza georganiseerd, die was te zien in Madrid, Bilbao en Barcelona, en werd hij wederom uitgenodigd voor de Biënnale van Venetië (met de beeldhouwster Susana Solano). In 2007 was postuum werk van Oteiza geselecteerd voor de expositie documenta 12 in Kassel.

## Museo Oteiza
Vanaf 1950 was Oteiza (met onder anderen Nestor Basterretxea, Lucio Muñez en Eduardo Chillida) als beeldhouwer werkzaam voor de architect Francisco Javier Sáenz de Oiza aan de Basilica de Aranzazu in Oñati. Het huis van Oteiza in Alzuza (in de vallei van de Egüés op 9 km van de stad Pamplona), waar Oteiza sinds 1975 woonde, werd in opdracht van de Fondación Museo Jorge Oteiza (1991) uitgebreid met een museumgebouw naar een ontwerp van Sáenz de Oiza. Het museum werd op 8 mei 2003 voor het publiek geopend. Oteiza had al zijn sculpturen in 1992 aan de autonome regio Navarra geschonken. In het museum zijn permanent 150 werken tentoongesteld.

## Werken (selectie)
- Maternidad (1950), Museo Etnográfico in Elizondo (Navarra)
- Unidad triple y liviana (1950), Plaza del Castillo in Pamplona
- Coreano (1950), Avenida Carlos III in Pamplona
- Apóstoles (1952), naast de ingang van Museo Oteiza in Alzuza (Navarra)
- Padre Joaquín María de Llevaneras (1952), Museo Oteiza in Alzuza
- Homenaje al espíritu (1955), Plaza Félix Huarte in Pamplona
- Construcción vacía (1957), Paseo Nuevo in San Sebastian - oorspronkelijk gemaakt voor de Biënnale van São Paulo, geplaatst in 2002
- La Ola (1957), Museu d'Art Contemporani de Barcelona in Barcelona - geplaatst in 1996
- Mirador mirando (1958), Museo Artium in Vitoria-Gasteiz
- Monumento al Padre Donosti (1958) Monte Aguiña in Lesaca (Navarra)
- Maternidad (Oracón a Santiago) (1958), Iglesia parroquial in Elizondo
- Hommage à Sáenz de Oiza (1959), Universidad Pública in Pamplona - geplaatst in 1996
- Hommage spiritual/Hommage à Velázquez (1959), Yamaguchi Park in Pamplona - geplaatst in 1997
- Estela a Madoz (1970), Calle Madoz in Zarautz (Guipúzcoa)
- Homenaje al Camino de Santiago (1971), Valcarlos (Navarra)
- Labirinto (Irten Ezin) (1972), Vitoria-Gasteiz
- Odiseo (1975), Parque de la Ciudadela in Pamplona - geplaatst in 1993
- Variante ovoide de la desocupación de la esfera voor het stadhuis in Bilbao
- Caja abierta, variante (1958-1984/85), Beeldenpark Jardins de Cap Roig in Palafrugell
- Hommage à Malevitch (oorspronkelijk ontwerp 1957/grote versie 1999) in Terrassa (Catalonië)
- Fuente (2002), gevel van het Museo Oteiza in Alzuza
- Cruz (2003), Cemeterío in Alzuza
- Estudio para el desarrollo de una ciudad con árboles (19??), beeldenpark Museo de Escultura de Leganés in Leganés
- Homenaje al caserón vasco (19??)[1], Place Bellevue in Biarritz - geplaatst in 2006
- Las Tizas (19??), Centro de Estudias "Santa María del Castillo" in Buitrago del Lozoya

## Fotogalerij

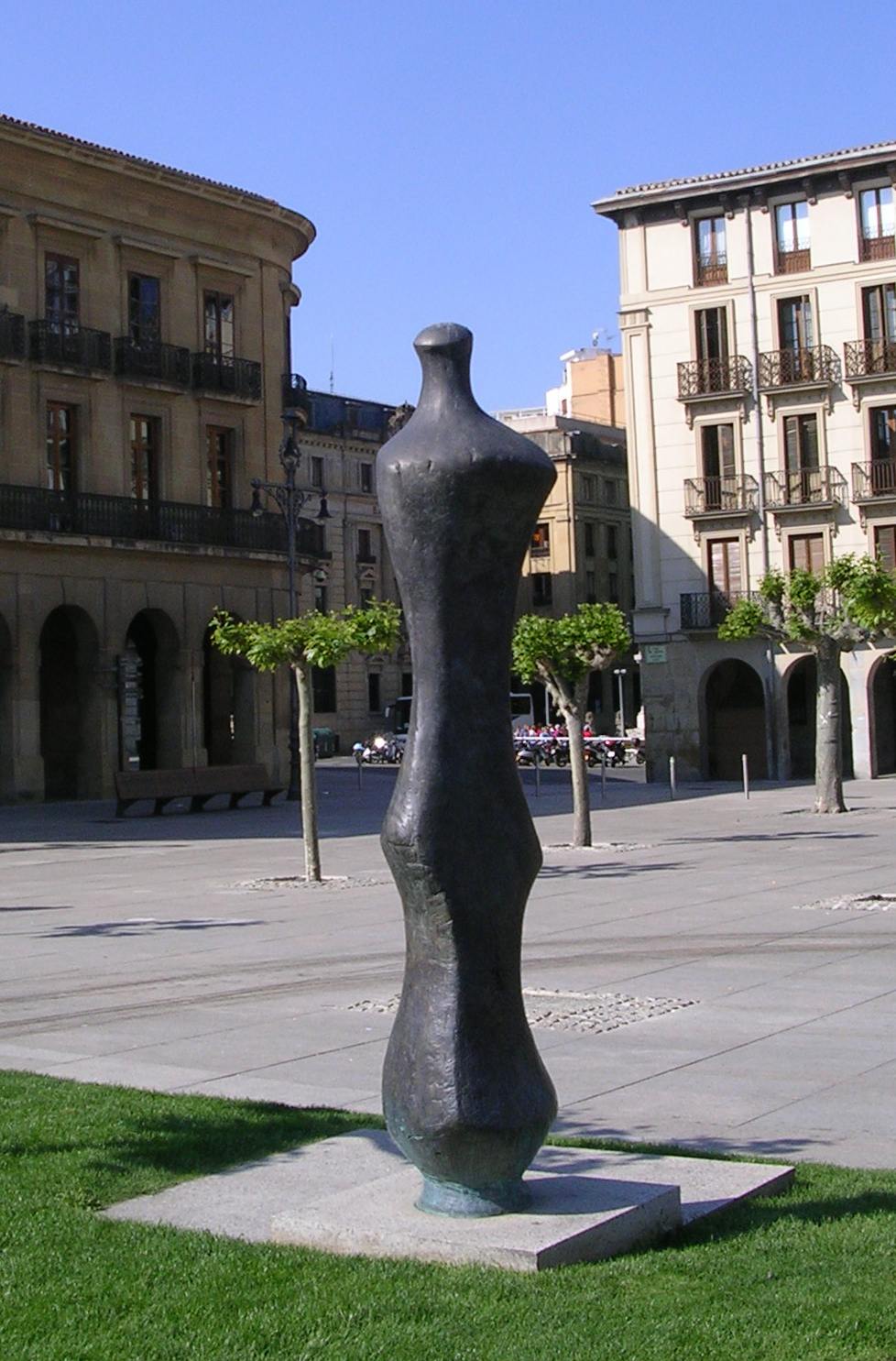
Unitate hirukoitz arina (1950)
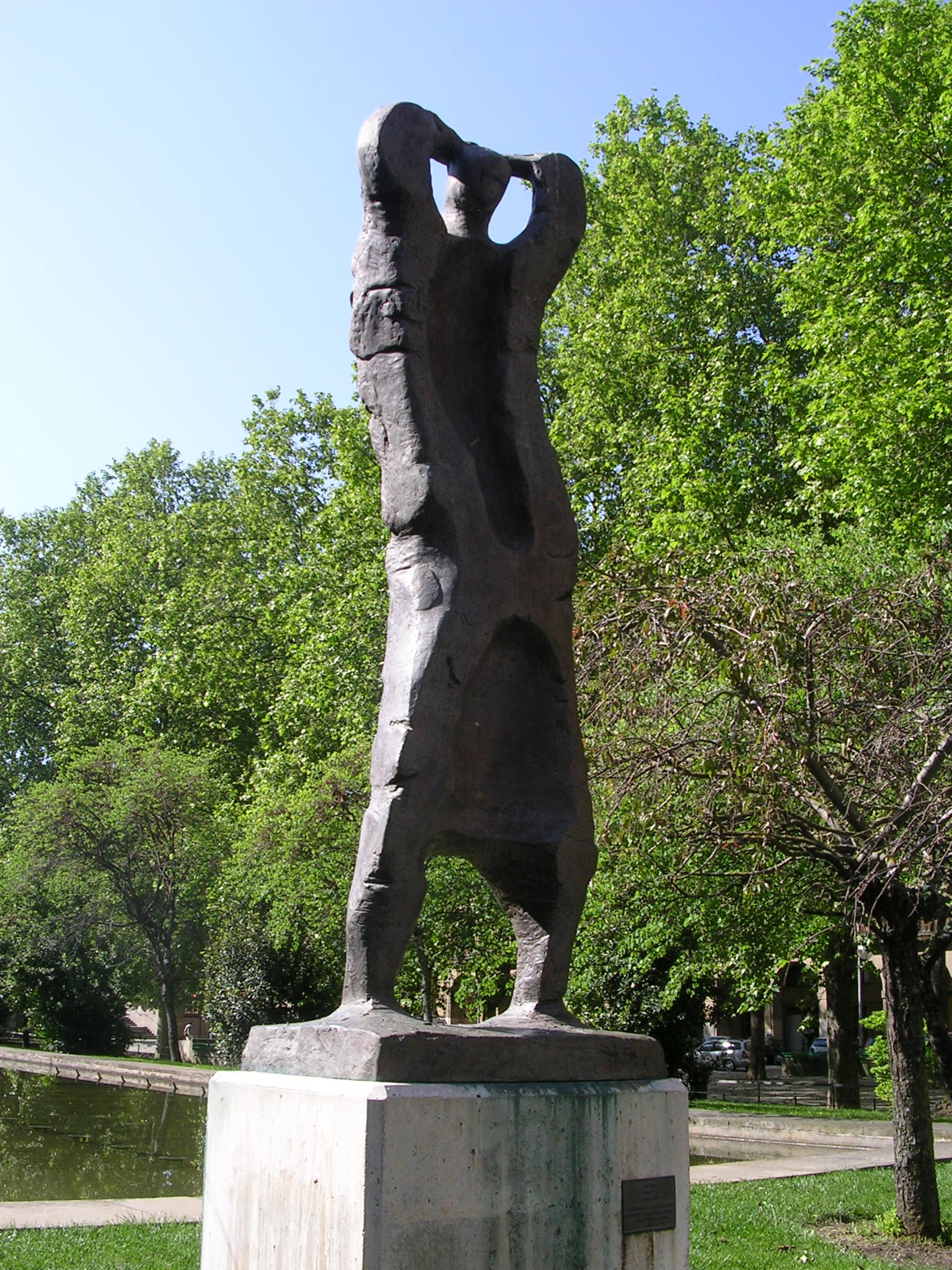
Korearra (1950)
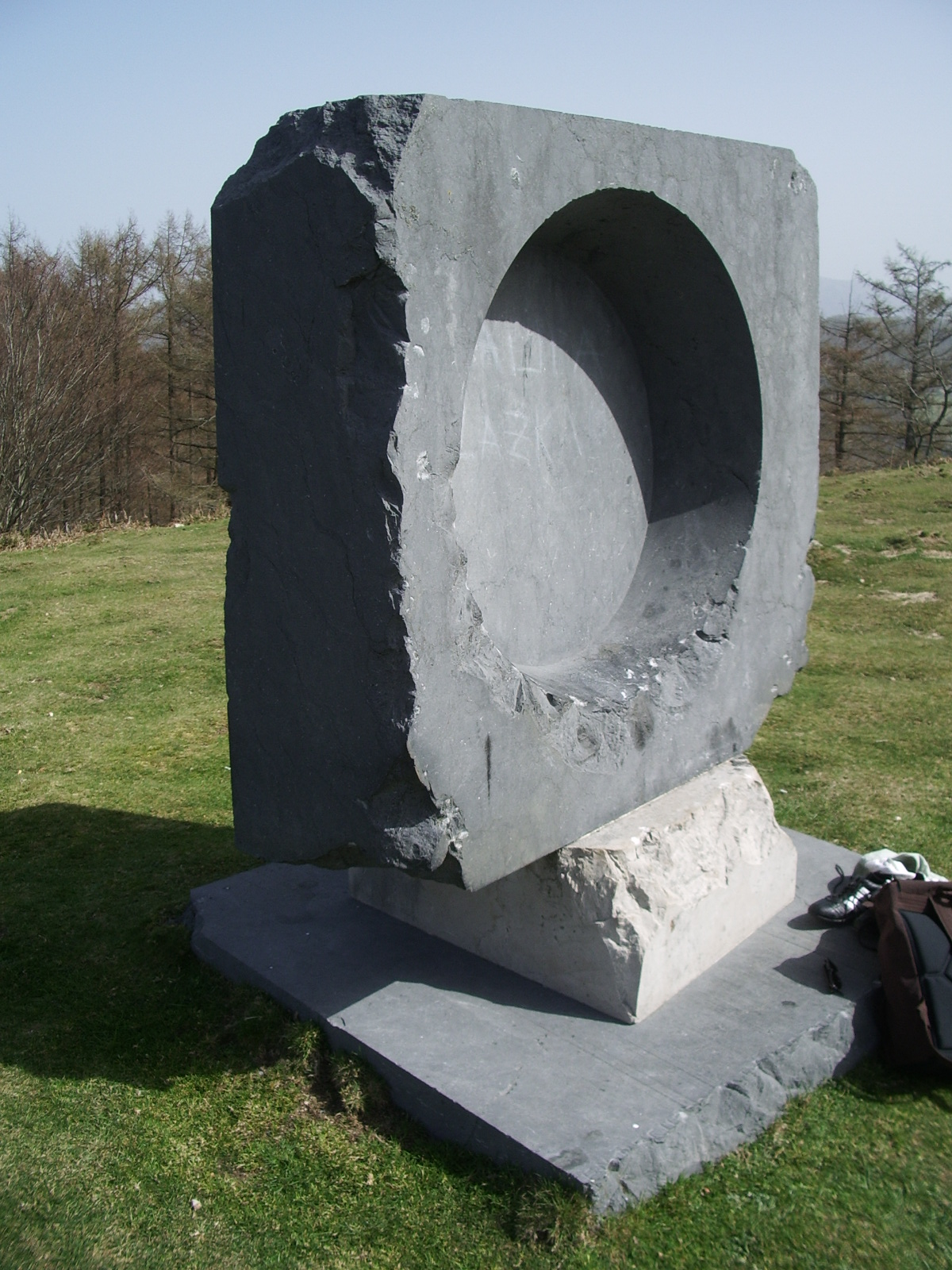
Monument Aita Donostia (1959)
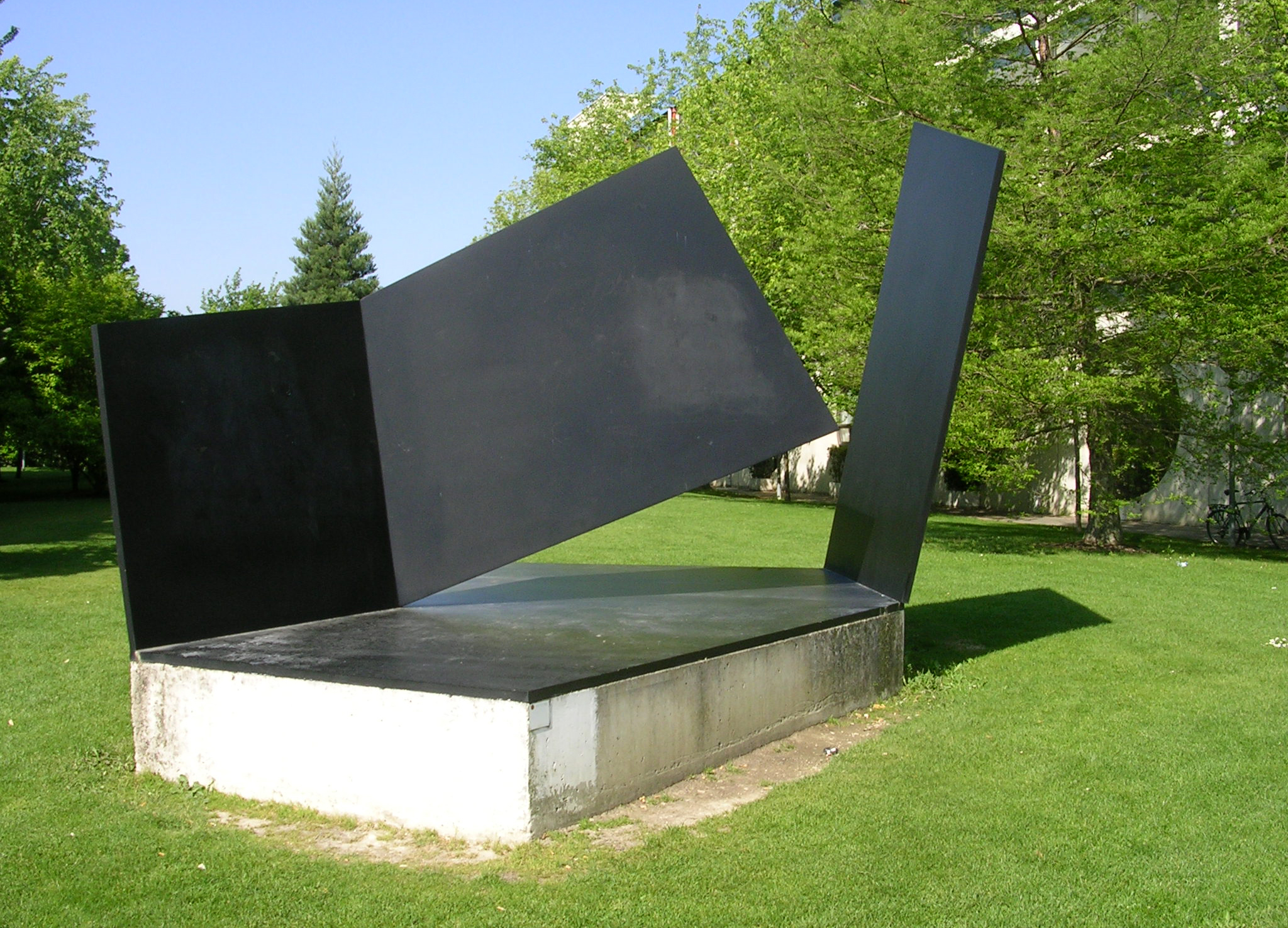
Hommage à Sáenz de Oiza (1959)
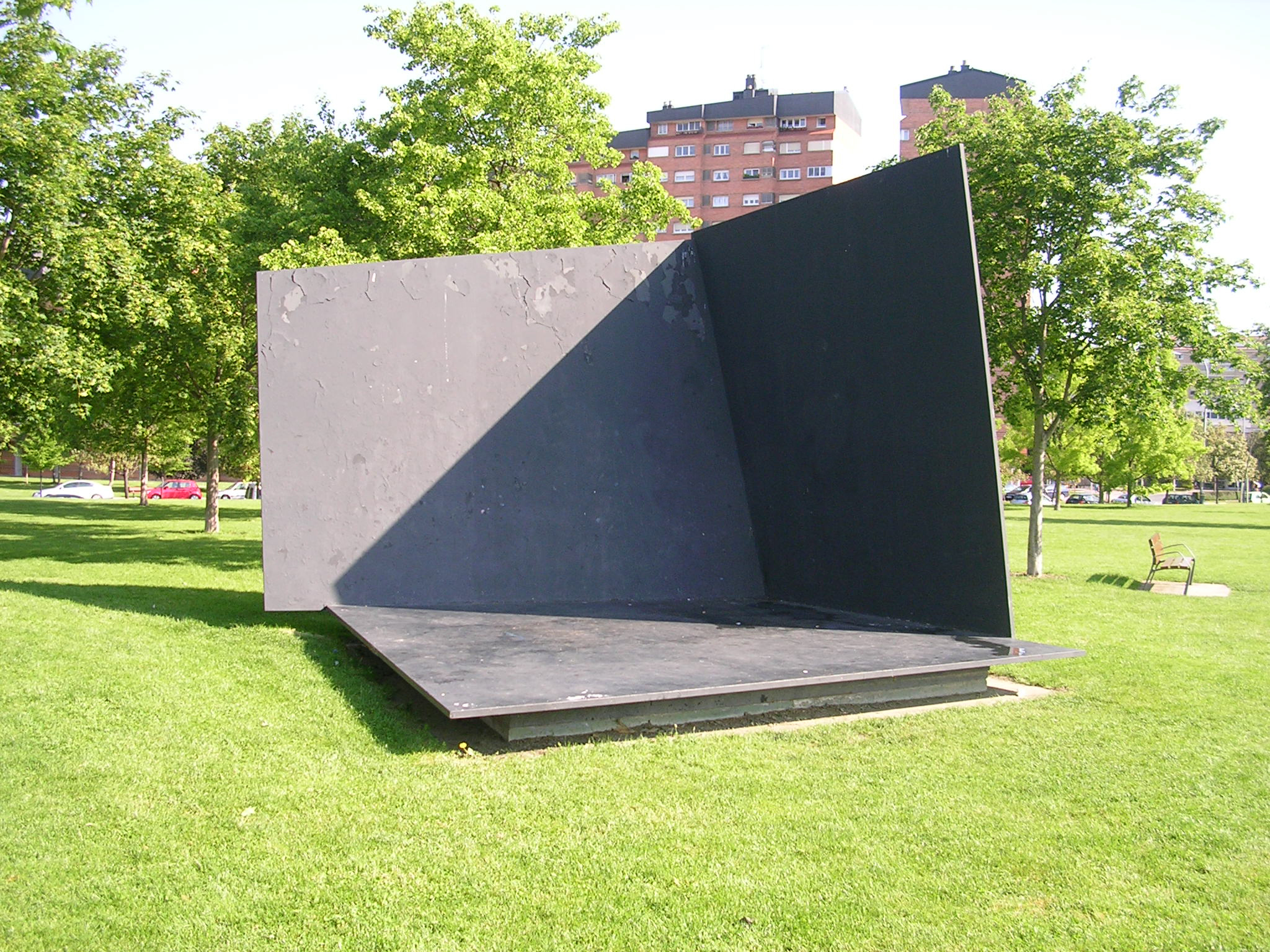
Hommage à Velázquez (1959)
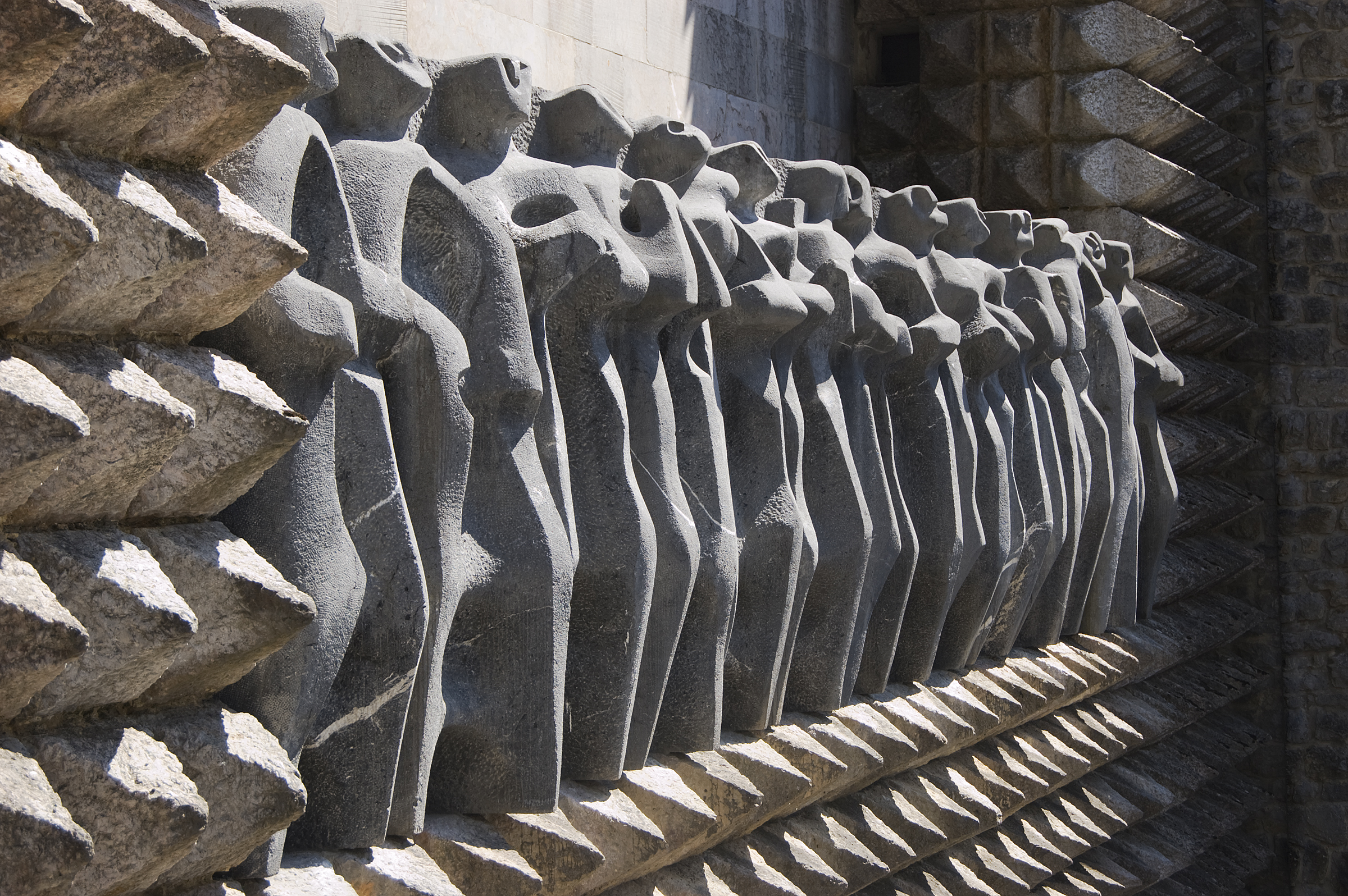
Apostoluak (1967), Basilica de Arantzazu
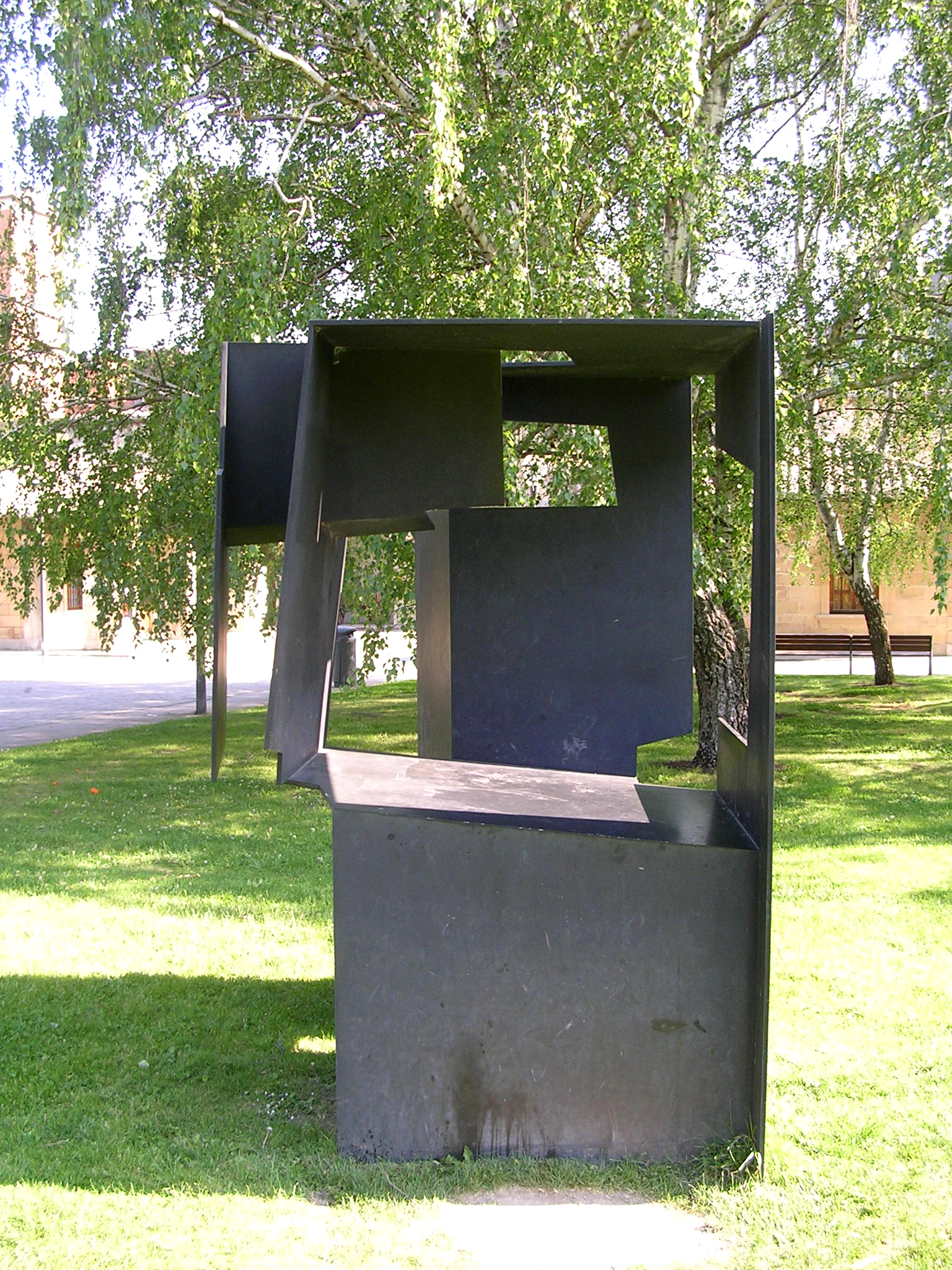
Odiseo (1975)
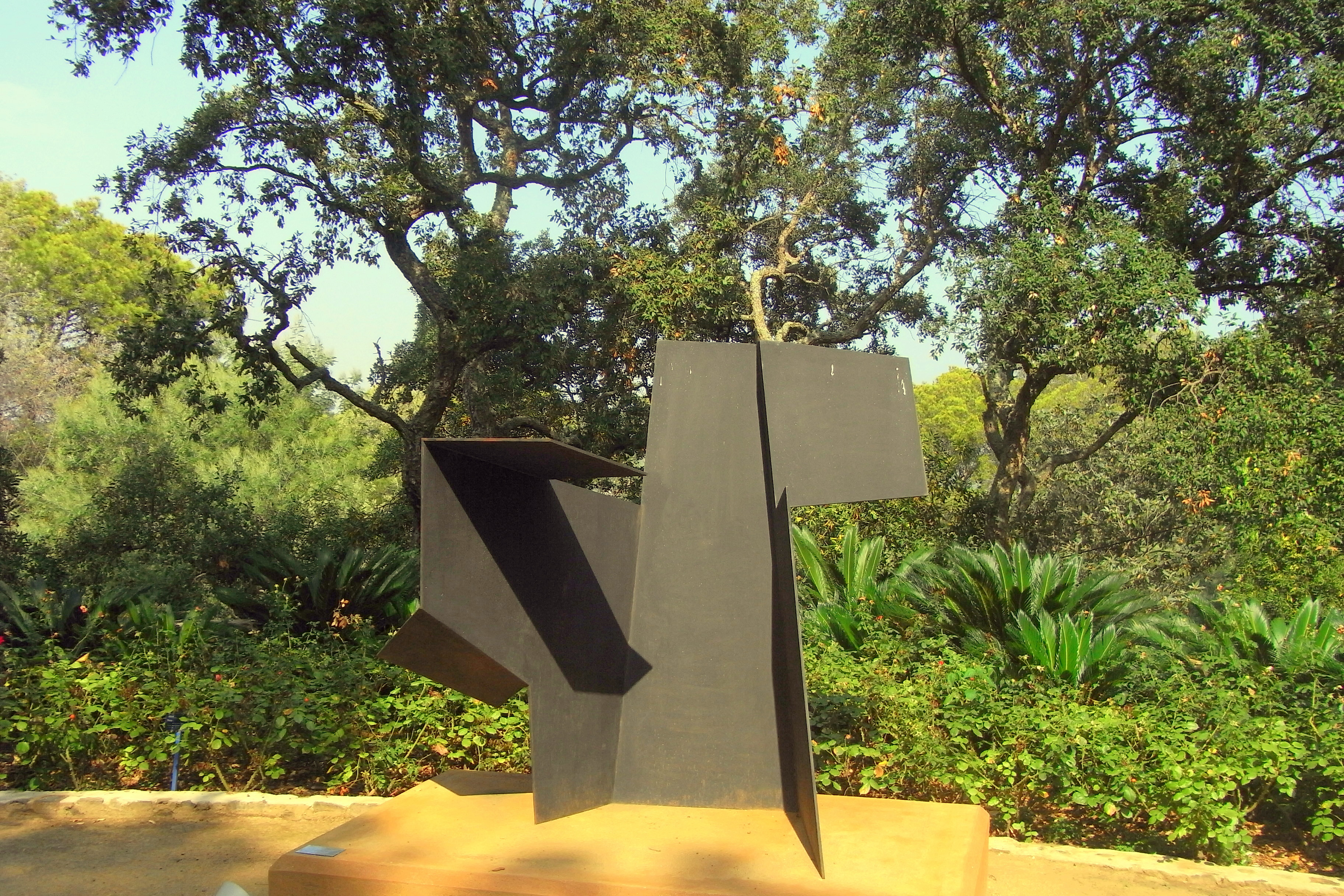
Caixa oberta, variant in Palafrugell
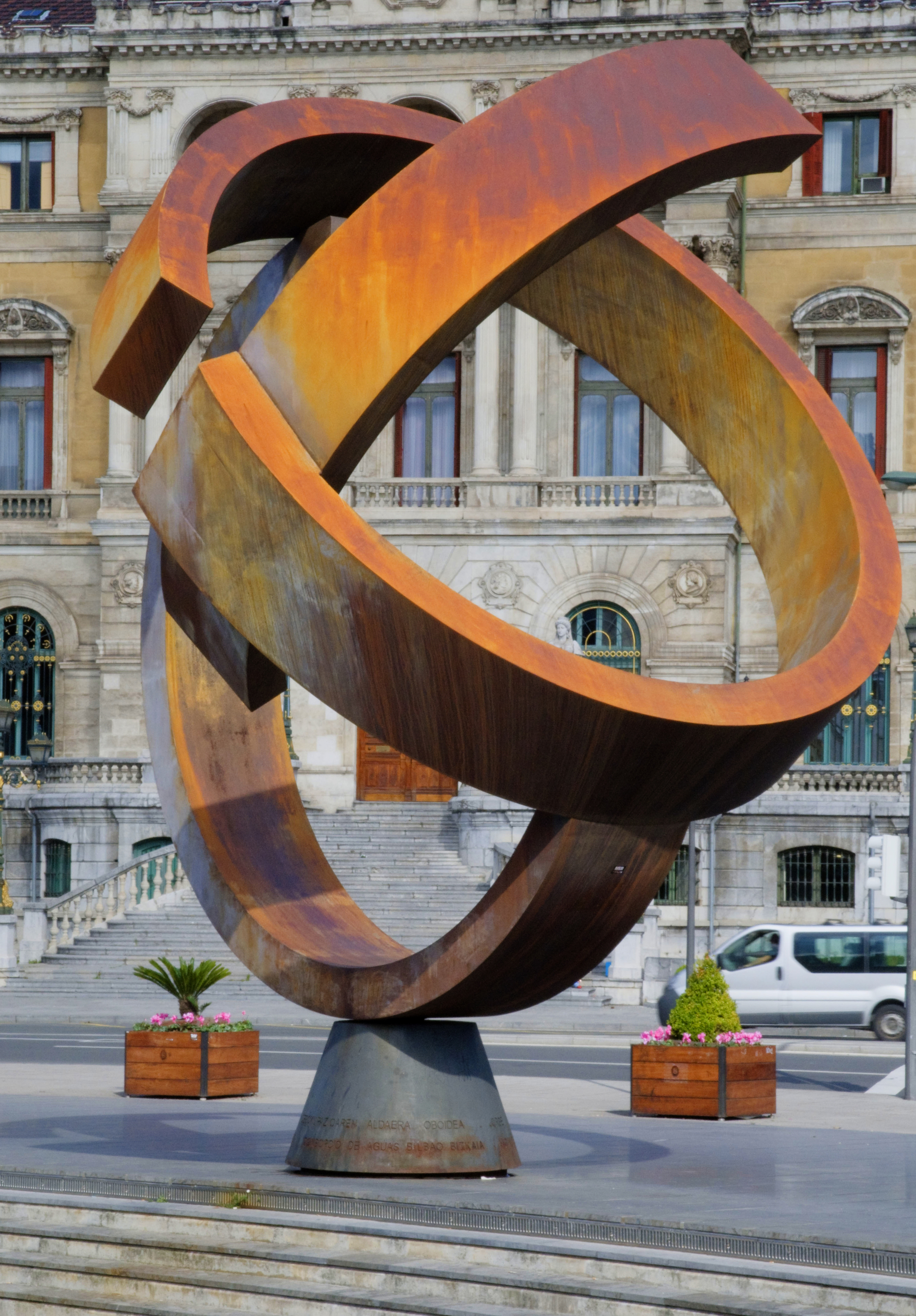
Variante ovoide de la desocupación de la esfera in Bilbao
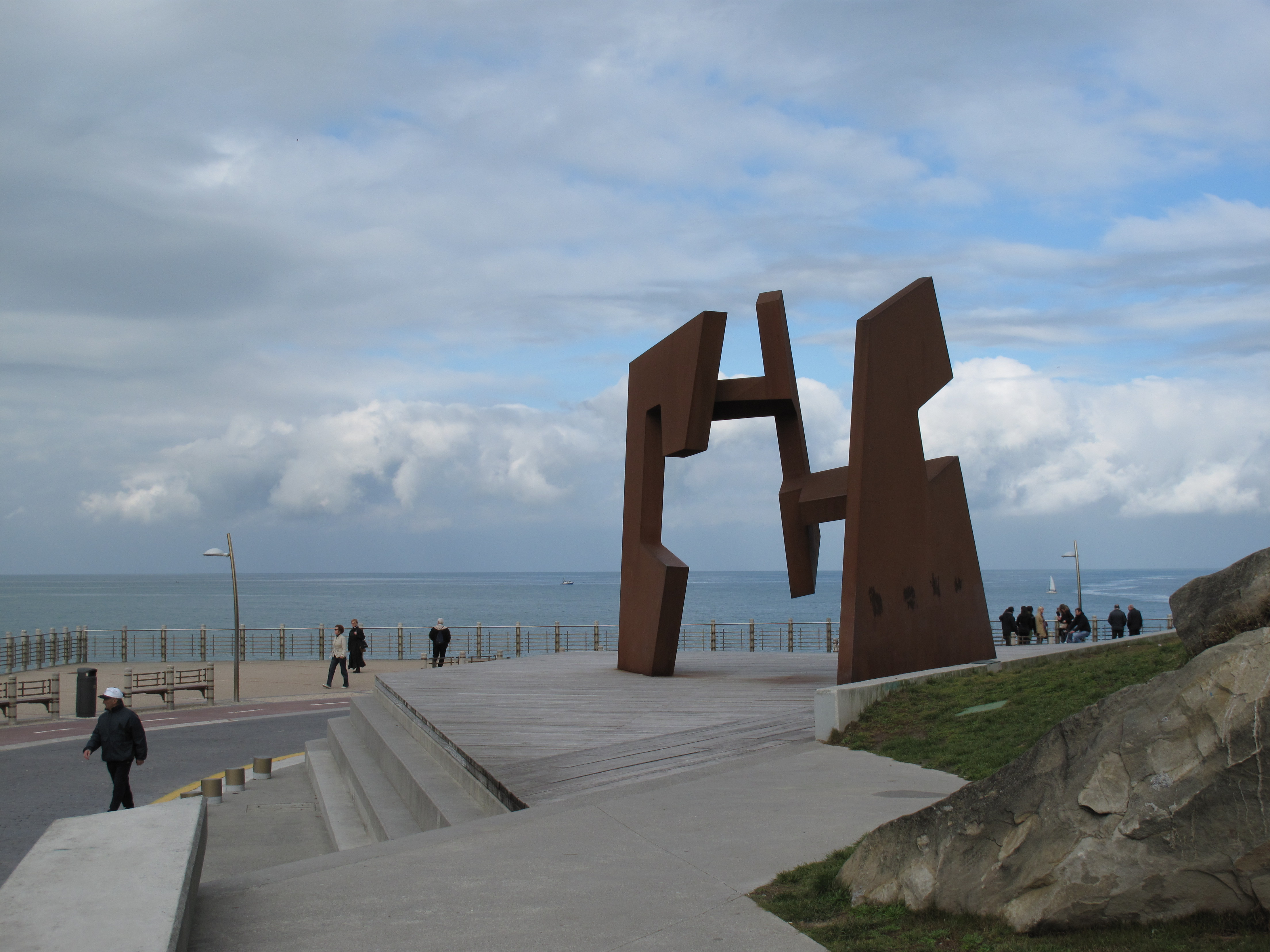
Construcción vacía in San Sebastian
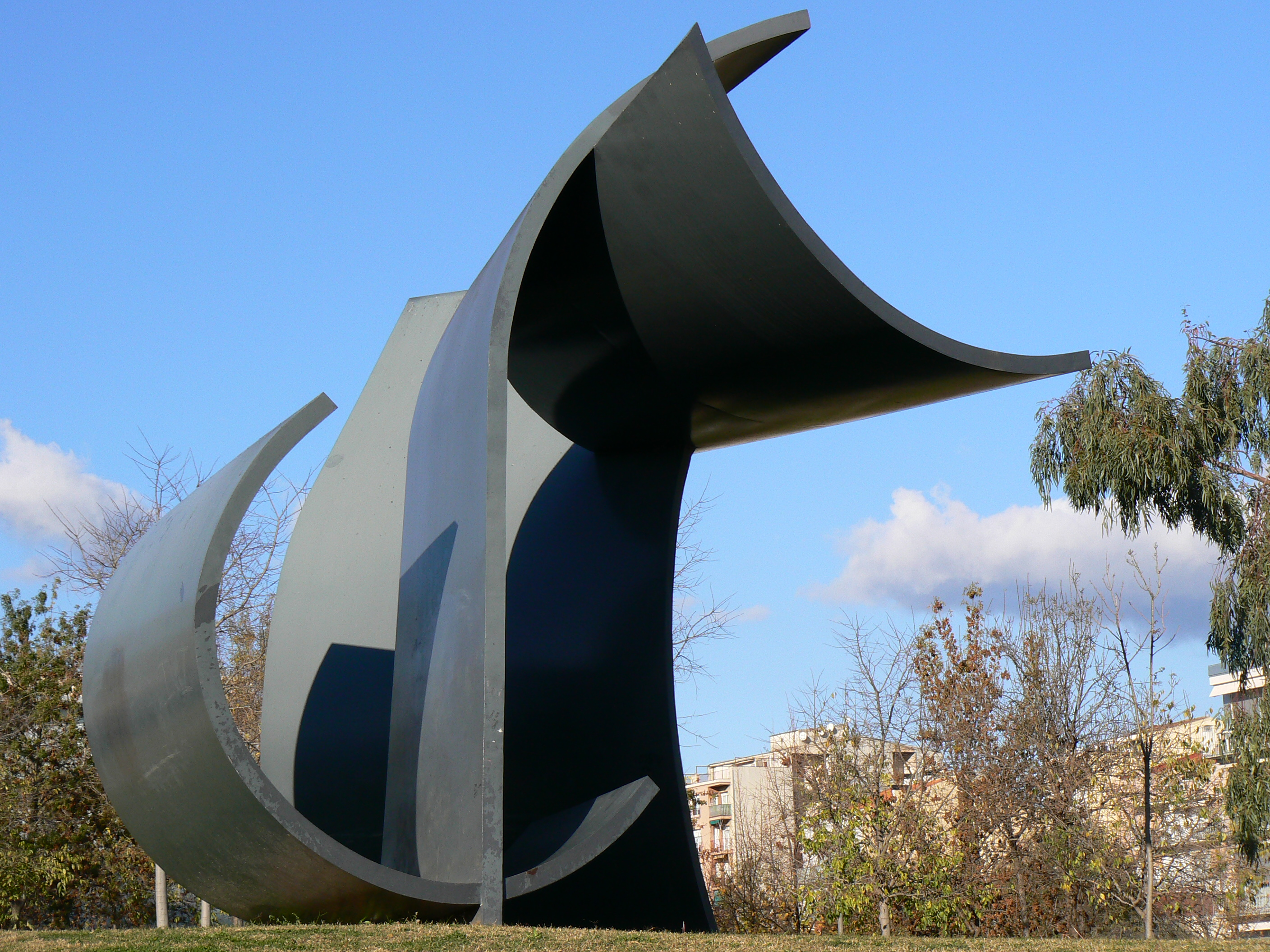
Hommage à Malevitch (1999)
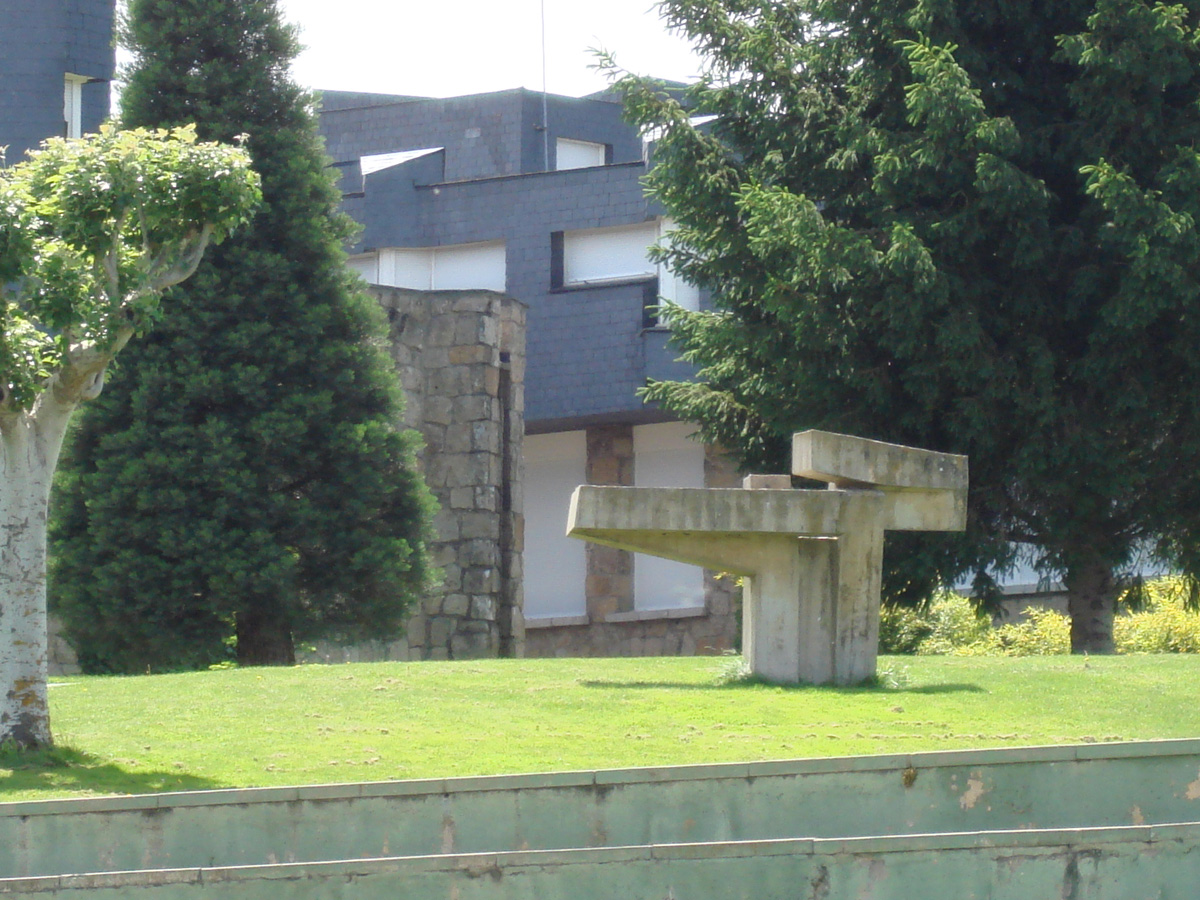
Las Tizas, Buitrago del Lozoya